# Trahisons (film)
Pour les articles homonymes, voir Trahison (homonymie) et Betrayal.
Ne doit pas être confondu avec Trahison (film, 2003).
Pour plus de détails, voir Fiche technique et Distribution.
Trahisons (Betrayal) est un film américain de Mark L. Lester sorti en août 2003 sous le nom de Betrayal / Lady Jayne: Killer.

## Synopsis
Jayne Ferré est une tueuse à gage, fuyant Los Angeles après avoir volé un million de dollars à la mafia. Kerry, jeune adolescent de 16 ans, fuit parallèlement un trafiquant de drogue en compagnie de sa mère, Emily. Leurs chemins se croisent lorsque Kerry et sa mère décident de prendre Jayne en auto-stop.

## Fiche technique
- Titre : Trahisons
- Titre original : Betrayal
- Réalisation : Mark L. Lester
- Scénario : Jeffrey Goldenberg et C. Courtney Joyner d'après le roman de Sonja Massie
- Musique : Richard McHugh
- Photographie : João Fernandes
- Montage : Donn Aron et Daniel Macena
- Production : Dana Dubovsky et Mark L. Lester
- Société de production : American World Pictures, Betrayal Productions et Gryphon Films
- Société de distribution : Screen Media Films (États-Unis)
- Pays :  États-Unis
- Langue : anglais
- Durée : 90 minutes
- Couleur
- Son : Stereo
- Classification : USA : R / Italie : T
- Dates de sortie : 
  -  États-Unis : 1er août 2003

## Distribution
- Erika Eleniak : Emily Shaw
- Adam Baldwin : détective Mark Winston
- Julie Du Page : Jayne Ferré
- Jeremy Lelliott : Kerry Shaw
- James Remar : Alex Tyler
- Damian Chapa : Tony
- Louis Mandylor : Frank Bianci
- Tom Wright (en) : détective Stan
- James Quattrochi : Peter Quinn
- Jason Widener : Boyd